# Mojave phone booth
Pour les articles homonymes, voir Booth.
La Mojave phone booth est une cabine téléphonique (en anglais phone booth) installée à la fin des années 1950 ou au début des années 1960 à la frontière entre le Nevada et la Californie, en plein désert des Mojaves, aux États-Unis. Son numéro d'appel était le +1-760-733-9969. Elle a été démantelée en mai 2000.

## Histoire
La cabine téléphonique du désert des Mojaves a été installée afin de renforcer la sécurité de la population, pendant une période de fièvre de l'or, de l'argent et de la pierre volcanique. Placée au milieu de nulle part, elle servait à des mineurs, qui l'appelaient de temps à autre.
En 1990, un randonneur curieux découvre l'existence de cette cabine, alors bien détériorée : il n'en reste que le téléphone et l'armature en aluminium, le reste ayant été détruit par balles. Il relate son étrange découverte dans le magazine Wig Out. Godfrey Daniels, lecteur, est si enthousiasmé qu'il se rend sur place. De retour, il appelle régulièrement la cabine, et invite ses amis à faire de même. Il suffit qu'une personne passe à proximité pour qu'elle réponde.
Appuyée par des sites web, la légende de la Mojave Phone Booth démarre alors. Des gens viennent sur ce qui devient une sorte de lieu de pèlerinage. D'autres appellent du monde entier, soit pour demander le temps qu'il fait, soit pour raconter leur vie. L'endroit est fêté, décoré de ballons.

## Disparition
L'intérêt suscité par cette cabine plantée au milieu de nulle part ne fait que croître, alarmant certains mouvements écologistes. Ceux-ci rappellent que le désert des Mojaves est une réserve naturelle qu'il faut préserver (parc national), et que les attroupements de curieux constituent une nuisance inacceptable pour le désert.
En mai 2000, après entente avec le Service des parcs nationaux, la compagnie de téléphones Pacific Bell déconnecte la ligne puis retire tout ce qui reste de la cabine, en une nuit. Longtemps après, cependant, ceux qui appelaient le numéro de la cabine entendaient une sonnerie, au lieu du message signalant que la ligne est hors service.
Posée ensuite, une plaque commémorative est également enlevée.

## Héritage
En 2006, cette cabine a inspiré Sophie Calle dans la conception de son œuvre Le Téléphone, commandée pour accompagner l'implantation de la ligne 3a du tramway parisien : il s'agit d'une cabine téléphonique n'ayant pas d'autre fonction que de recevoir des appels de l'artiste elle-même. Elle est installée sur le pont du Garigliano, au sein d'une sculpture géante en forme de fleur, réalisée par Frank Gehry.
Cette même année 2006, le film Mojave Phone Booth (en), de John Putch, relate la destinée de cette cabine téléphonique.
En 2022, les Éditions de l'Hèbe publient La cabine, un roman d'Éric Bulliard inspiré de l'histoire de la cabine.

### Sources
- La Liberté, Fribourg, 28 décembre 2006.